# Air Horizont
Air Horizont Limited ist eine maltesische Charterfluggesellschaft mit Sitz in Msida und Basis auf dem spanischen Flughafen Saragossa. Sie ist eine Tochtergesellschaft der Corporacion Aragonesa Aeronautica S.A.

## Geschichte
Air Horizont wurde 2014 (nach anderen Angaben bereits 2011) von den beiden Piloten Juan Luís Díez Maluenda und Manuel Salhi Romero gegründet. Der Inaugural Flight sollte am 14. Mai 2015 von Saragossa nach Rom stattfinden.

## Flugziele
Zunächst sollte ab Mai 2015 jeweils zwei Mal wöchentlich Rom, Alicante, München und Sevilla angeflogen werden, aber Air Horizont verschob den Start des Flugbetriebs bis Juli 2015. Im Juni 2015 wurde bekannt, dass Air Horizont keine Linienflüge anbieten wird und sich stattdessen auf Charterflüge konzentriert. Die bereits 4000 verkauften Flugtickets wurden rückerstattet.

## Flotte
Mit Stand April 2025 besteht die Flotte der Air Horizont aus fünf Flugzeugen mit einem Durchschnittsalter von 33,0 Jahren:
| Flugzeugtyp    | Anzahl | bestellt | Anmerkungen  | Sitzplätze | Durchschnittsalter |
| -------------- | ------ | -------- | ------------ | ---------- | ------------------ |
| Boeing 737-400 | 5      |          | zwei inaktiv | 168        | 33,0 Jahre         |
| Gesamt         | 5      | -        |              |            | 33,0 Jahre         |